# Denmark Masters 2021
Das Denmark Masters 2021 im Badminton fand vom 5. bis zum 8. August 2021 in Esbjerg statt. Es war die erste Auflage der Veranstaltung, nachdem die ursprünglich für 2020 geplante Premierenveranstaltung durch die COVID-19-Pandemie abgesagt worden war.

## Sieger und Platzierte
| Disziplin    | Gold                            | Silber                      | Bronze                                           |
| ------------ | ------------------------------- | --------------------------- | ------------------------------------------------ |
| Herreneinzel | Brian Yang                      | Victor Svendsen             | Felix Burestedt                                  |
| Herreneinzel | Brian Yang                      | Victor Svendsen             | Lakshya Sen                                      |
| Dameneinzel  | Line Christophersen             | Julie Dawall Jakobsen       | Aakarshi Kashyap                                 |
| Dameneinzel  | Line Christophersen             | Julie Dawall Jakobsen       | Iris Wang                                        |
| Herrendoppel | Daniel Lundgaard Mathias Thyrri | Lucas Corvée Ronan Labar    | Alexander Dunn Adam Hall                         |
| Herrendoppel | Daniel Lundgaard Mathias Thyrri | Lucas Corvée Ronan Labar    | Krishna Prasad Garaga Vishnuvardhan Goud Panjala |
| Damendoppel  | Amalie Magelund Freja Ravn      | Ashwini Ponnappa Siki Reddy | Sara Lundgaard Mette Poulsen                     |
| Damendoppel  | Amalie Magelund Freja Ravn      | Ashwini Ponnappa Siki Reddy | Julie Finne-Ipsen Mai Surrow                     |
| Mixed        | Jeppe Bay Sara Lundgaard        | Niclas Nøhr Amalie Magelund | Kristian Høholdt Kræmer Amalie Cecilie Kudsk     |
| Mixed        | Jeppe Bay Sara Lundgaard        | Niclas Nøhr Amalie Magelund | Mathias Thyrri Mai Surrow                        |